# Tronador I (foguete)
O Tronador I, foi um projeto de ensaio tecnológico, para validar com o voo de um foguete de sondagem, o primeiro motor de foguete
a combustível líquido fabricado na Argentina. Além do aspecto técnico, este projeto também iria por à prova uma nova metodologia de trabalho em equipe,
coordenada pala Comisión Nacional de Actividades Espaciales (CONAE), agrupando outras instituições, como: Instituto Universitario Aeronáutico (IUA),
Comisión Nacional de Energía Atómica, Instituto Balseiro e outras.
O projeto se iniciou efetivamente em 2001, em 27 de maio de 2004, foi realizado o primeiro ensaio do motor, ao final de 2005, foi feito o primeiro ensaio conjunto
de motor e estrutura, com sucesso. Em 2007 e 2008, ocorreram 3 ensaios em voo, tendo o primeiro resultado em falha, e os dois seguintes em sucesso.

## Especificações
- Número de estágios: 1
- Massa total: 60 kg
- Altura: 3,30 m
- Diâmetro: 15 cm
- Carga útil: 4 kg
- Apogeu: 20 km